# 1989 TJ2
1989 TJ2 är en asteroid i huvudbältet som upptäcktes den 5 oktober 1989 av den tjeckiske astronomen Antonín Mrkos vid Kleť-observatoriet i Tjeckien.
Asteroiden har en diameter på ungefär 5 kilometer och den tillhör asteroidgruppen Levin.